# El Chicano
El Chicano é uma banda estadunidense de chicano rock e brown-eyed soul de Los Angeles, Califórnia, que combina gêneros como rock, funk, soul, blues, jazz e salsa. O nome do grupo faz referência ao termo utilizado para designar cidadãos dos Estados Unidos descendentes de mexicano-estadunidenses. 
Em 2014, a canção "Viva Tirado" deles foi incluída na trilha sonora da versão aprimorada do jogo Grand Theft Auto V, para PlayStation 4, Xbox One e PC, mais precisamente na rádio The Lowdown 91.1.

## Discografia

### Álbuns
| Ano  | Título                | US  | US R&B | US Jazz |
| ---- | --------------------- | --- | ------ | ------- |
| 1970 | "Viva Tirado"         | 51  | 19     | 8       |
| 1971 | "Revolucion"          | 178 | —      | 17      |
| 1972 | "Celebration"         | 173 | —      | —       |
| 1973 | "El Chicano"          | 162 | —      | —       |
| 1974 | "Cinco"               | 194 | —      | —       |
| 1976 | "Pyramid"             | —   | —      | —       |
| 1998 | "Painting the Moment" | —   | —      | —       |

### Singles
| Ano  | Título                  | US | US R&B |
| ---- | ----------------------- | -- | ------ |
| 1970 | "Viva Tirado - Part I"  | 28 | 20     |
| 1971 | "Cubano Chant"          | —  | —      |
| 1972 | "Brown Eyed Girl"       | 45 | —      |
| 1972 | "Satisfy Me Woman"      | —  | —      |
| 1973 | "Last Tango in Paris"   | —  | —      |
| 1973 | "Tell Her She's Lovely" | 40 | 98     |
| 1975 | "Baretta's Theme"       | —  | —      |
| 1983 | "Do You Want Me"        | —  | —      |
| 1984 | "Let Me Dance With You" | —  | —      |